# Albanie au Concours Eurovision de la chanson 2025
Vous êtes invité à donner votre avis sur cette page de discussion, de manière argumentée en vous aidant notamment des critères d’admissibilité ou en présentant des sources extérieures et sérieuses.  
Après avoir apposé le modèle {{Admissibilité}} sur une page, suivez les étapes expliquées sur Wikipédia:Débat d'admissibilité/Aide :
| 1. | Créez la page de débat d'admissibilité.                                                                      | Sauvegardez d’abord la page pour l’initialiser puis indiquez votre motivation.                                           |
| 2. | Important : ajoutez une entrée dans la section Débat d'admissibilité du jour.                                | Utilisez ce texte : *{{L\|Albanie au Concours Eurovision de la chanson 2025}}                                            |
| 3. | Pensez à informer les contributeurs principaux de la page et les projets associés lorsque cela est possible. | Utilisez ce texte : {{subst:Avertissement débat d'admissibilité\|Albanie au Concours Eurovision de la chanson 2025}}~~~~ |

L'Albanie est l'un des trente-sept pays participants du Concours Eurovision de la chanson 2025, qui se tient du 13 au 17 mai 2025 à Bâle en Suisse.

Le pays est représenté par Shkodra Elektronike, avec sa chanson Zjerm.

## Sélection
C'est le 30 septembre 2024 que l'Albanie confirme sa participation au Concours et que le Festivali i Këngës serait utilisé pour sélectionner le représentant et la chanson, comme c'est le cas depuis leur première participation, en 2004.

### Format
Le représentant de l'Albanie est choisi lors de la soixante-troisième édition du Festivali i Këngës, qui se tient du 19 au 22 décembre 2024 au Palais des Congrès de Tirana, et est retransmise en direct à la RTSH.

La présélection consiste en deux demi-finales, d'une soirée Nostalgie et d'une finale. 

Contrairement aux deux éditions précédentes où un prix secondaire était décerné dans cet objectif, c'est bien la chanson gagnante du Festival qui représentera le pays à l'Eurovision. Elle sera déterminée par un vote composé d'un jury de sept professionnels, d'un vote en ligne de la diaspora albanaise ainsi que d'un vote par SMS des téléspectateurs albanais et kosovars.

La directrice artistique du Festival est la chanteuse Elhaida Dani, vainqueure de la 53e édition du Festival dix ans plus tôt, et ainsi participante à l'Eurovision 2015.
Le jury cette année se compose de:
- Zana Çela, présidente du jury, directrice de l'Agence Nationale du Tourisme,
- Ylljet Aliçka, écrivain et ancien ambassadeur d'Albanie en France,
- Alma Bektashi, chanteuse soprano,
- Florent Boshnjaku, parolier et producteur,
- Jonida Maliqi, chanteuse ayant remporté la 56e édition du Festival puis représenté l'Albanie à l'Eurovision 2019,
- Merita Rexha Tërshana, pianiste,
- Ramona Tullumani, chanteuse soprano.

### Participants
La période de soumission des candidatures a été ouverte du 27 au 29 septembre 2024; trente chansons ont été retenues. Elles sont révélées par la RTSH entre le 21 octobre et le 15 novembre 2024.

Le 19 novembre 2024, Olsi Bylyku se retire du Festival; il est remplacé par Klea Dina.

Toutes les chansons sont interprétées en albanais.
- Chanson retirée
- Chanson de remplacement
- Chanson gagnante

| Artiste                        | Titre                                                        | Auteur(s)                                       |
| ------------------------------ | ------------------------------------------------------------ | ----------------------------------------------- |
| Algert Sala                    | Bosh                                                         | Algert Sala                                     |
| Alis Kallacej                  | Mjegull                                                      | Alban Kondi, Alis Kallacej                      |
| Ardit Çuni                     | Amane                                                        | Ardit Çuni, Stivi Ushe                          |
| Devis Xherahu                  | Ka momente                                                   | Devis Xherahu, Ertemiona Mejdani, Marly & Santi |
| Djemtë e Detit                 | Larg                                                         | Timo Flloko, Valentin Markvukaj                 |
| Elvana Gjata                   | Elvana Gjata, Lira Blakaj, Luisa Ionela Luca, Victor Bouroșu |                                                 |
| Endrik Beba                    | Ishe ti                                                      | Endrik Beba                                     |
| Epos                           | Kurajo dhe Zjarr                                             | Algert Kashari                                  |
| Erma Mici                      | Mbaje                                                        | Kledi Bahiti, Erma Mici, Rozana Radi            |
| Frensi Revania                 | Rreziko                                                      | Frensi Revania, Alban Male                      |
| Gjergj Kaçinari                | Larg jetës pa ty                                             | Gjergj Kaçinari                                 |
| Gresa Gjocera                  | E vërteta                                                    | Gresa Gjocera, Endrit Shani                     |
| Jet                            | Gjallë                                                       | Inis Neziri, Elios Shuli                        |
| Kejsi Jazxhi                   | Kur bota hesht                                               | Sardi Strugaj, Briz Musaraj                     |
| Klea Dina                      | Dashuri ndiej                                                | Drenusha Zajmi, Klea Dina, Agron Dina           |
| Kleansa Susaj                  | Ta dija                                                      | Pejana Elezi, Kledi Bahiti, Kleansa Susaj       |
| Laorjan Ejlli & Adelina Corraj | A thu                                                        | Melita Vjerdha, Laorjan Ejlli                   |
| Lorenc Hasrama                 | Frymë                                                        | Petro Xhori                                     |
| Luna Çausholli                 | Qiell apo ferr                                               | Ermira Çausholli, Luna Çausholli                |
| Mal Retkoceri                  | Antihero                                                     | Mal Retkoceri                                   |
| Martina Serreqi                | Nese qaj                                                     | Srdi Strugaj                                    |
| Mihallaq Andrea                | Porositë e babait                                            | Adiana Dragoj, Mihallaq Andrea                  |
| Nita Latifi                    | Zemrës                                                       | Nita Latifi, Lorenc Hasrama                     |
| Olsi Bylyku                    | Tupanët                                                      | Olsi Bylyku                                     |
| Orgesa Zaimi                   | I parë                                                       | Enis Mullaj, Eriona Rushiti                     |
| Rea Nuhu                       | Sot                                                          | Rea Nuhu                                        |
| Ronaldo Mesuli                 | N'zemër                                                      | Ronaldo Mesuli                                  |
| Santino de Bartolo             | Kur nata vjen si bora                                        | Santino de Bartolo                              |
| Shkodra Elektronike            | Zjerm                                                        | Beatriçe Gjergji, Lekë Gjeloshi                 |
| Stine                          | E kishim nis                                                 | Stine                                           |
| Vesa Smolica                   | Lutem                                                        | Eriona Rushiti                                  |

### Shows

#### Demi-finales
Les deux demi-finales sont diffusées les 19 au 20 décembre 2024; quinze artistes participent à chacune d'entre elles. Le rappeur albanais Noizy (en) ainsi que Slimane assurent l'entracte de la première demi-finale.

Les résultats sont exclusivement déterminés par le jury.
- Chanson qualifiée pour la finale

| Ordre | Artiste             | Titre             |
| ----- | ------------------- | ----------------- |
| 1     | Orgesa Zaimi        | I parë            |
| 2     | Erma Mici           | Mbaje             |
| 3     | Luna Çausholli      | Qiell apo ferr    |
| 4     | Ronaldo Mesuli      | N'zemër           |
| 5     | Mihallaq Andrea     | Porositë e babait |
| 6     | Kejsi Jazxhi        | Kur bota hesht    |
| 7     | Lorenc Hasrama      | Frymë             |
| 8     | Jet                 | Gjallë            |
| 9     | Djemtë e Detit      | Larg              |
| 10    | Nita Latifi         | Zemrës            |
| 11    | Martina Serreqi     | Nëse qaj          |
| 12    | Alis                | Mjegull           |
| 13    | Shkodra Elektronike | Zjerm             |
| 14    | Kleansa Susaj       | Ta dija           |
| 15    | Ardit Çuni          | Amane             |

| Ordre | Artiste                          | Titre                 |
| ----- | -------------------------------- | --------------------- |
| 1     | Mal                              | Antihero              |
| 2     | Klea Dina                        | Dashuri ndiej         |
| 3     | Devis Xherahu                    | Ka momente            |
| 4     | Vesa Smolica                     | Lutem                 |
| 5     | Algert Sala                      | Bosh                  |
| 6     | Gresa Gjocera                    | E vërteta             |
| 7     | Frensi Revania                   | Rreziko               |
| 8     | Endrik Beba                      | Ishe ti               |
| 9     | Epos                             | Kurajo dhe Zjarr      |
| 10    | Laorjan Ejlli and Adelina Corraj | A thu                 |
| 11    | Santino de Bartolo               | Kur nata vjen si bora |
| 12    | Rea Nuhu                         | Sot                   |
| 13    | Elvana Gjata                     | Karnaval              |
| 14    | Stine                            | E kishim nis          |
| 15    | Gjergj Kaçinari                  | Larg jetës pa ty      |

#### SoiréeNostalgie
La soirée Nostalgie est diffusée le 21 décembre 2024. Les candidats, répartis en binômes, doivent interpréter des chansons des éditions précédentes du Festival.

L'ouverture du show est assurée par l'acteur Viktor Zhusti, qui interprète le poème Mall du poète Ismaïl Kadaré, disparu quelques mois auparavant, accompagné au piano par le chanteur Redon Makashi.

À l'issue de cette soirée, les quinze chansons qualifiées pour la finale sont annoncées.
| Ordre | Artiste                                  | Titre                        | Édition |
| ----- | ---------------------------------------- | ---------------------------- | ------- |
| 1     | Martina Serreqi & Stine                  | Erë pranverore               | 1962    |
| 2     | Mihallaq Andrea & Kejsi Jazxhi           | Mora shoqezën përkrah        | 1989    |
| 3     | Ardit Çuni & Frensi Revania              | Eja                          | 1995    |
| 4     | Elvana Gjata & Shkodra Elektronike       | Margjelo                     | 1964    |
| 5     | Gresa Gjocera & Ronaldo Mesuli           | Askush s'do ta besoj         | 1990    |
| 6     | Santino de Bartolo & Valentin Margvukaj  | Zemër e plagosur             | 1992    |
| 7     | Luna Çausholli & Nita Latifi             | Udhëtoj i menduar            | 1989    |
| 8     | Endrik Beba & Lorenc Hasrama             | Humba pranverën              | 1998    |
| 9     | Laorjan Ejlli & Adelina Corraj feat. Jet | Në çdo zemër një herë trokët | 1998    |
| 10    | Klea Dina & Rea Nuhu                     | Grurë dhe këngë              | 1978    |
| 11    | Gjergj Kaçinari & Kleansa Susaj          | Dëshirë dhe heshtje          | 1994    |
| 12    | Alis Kallacej & Erma Mici                | Suus                         | 2011    |
| 13    | Algert Sala & Vesa Smolica               | Mirësia dhe e vërteta        | 1998    |
| 14    | Epos & Mal Retkoceri                     | Jetoj                        | 1989    |
| 15    | Devis Xherahu & Orgesa Zaimi             | Shqipëri o vendi im          | 1978    |

#### Finale
La finale est diffusée le 22 décembre 2024. Chaque juge attribue ses points dans le style de l'Eurovision : 12 points pour sa chanson favorite, 10 points pour la deuxième, et de 8 à 1 point pour les chansons de la troisième à la dixième place. Le vote en ligne répartit 70 points de manière proportionnelle à la part des votes obtenue par chaque chanson ; le vote par SMS répartit 80 points de la même manière. Les votes ouvrent à l'issue de la soirée Nostalgie.
- Première place
- Deuxième place
- Troisième place
- Dernière place

| Ordre | Artiste             | Titre            | Jury | Télévote | Télévote | Total | Place |
| Ordre | Artiste             | Titre            | Jury | En ligne | SMS      | Total | Place |
| ----- | ------------------- | ---------------- | ---- | -------- | -------- | ----- | ----- |
| 1     | Jet                 | Gjallë           | 10   | 0        | 1        | 11    | 10    |
| 2     | Kejsi Jazxhi        | Kur bota hesht   | 5    | 0        | 0        | 5     | 12    |
| 3     | Vesa Smolica        | Lutem            | 51   | 0        | 3        | 54    | 4     |
| 4     | Stine               | E kishim nis     | 0    | 0        | 0        | 0     | 15    |
| 5     | Djemtë e Detit      | Larg             | 35   | 0        | 2        | 37    | 6     |
| 6     | Nita Latifi         | Zemrës           | 1    | 0        | 0        | 1     | 14    |
| 7     | Gjergj Kaçinari     | Larg jetës pa ty | 11   | 0        | 0        | 11    | 9     |
| 8     | Orgesa Zaimi        | I parë           | 20   | 0        | 1        | 21    | 8     |
| 9     | Ardit Çuni          | Amane            | 22   | 2        | 2        | 26    | 7     |
| 10    | Algert Sala         | Bosh             | 7    | 0        | 0        | 7     | 11    |
| 11    | Shkodra Elektronike | Zjerm            | 78   | 23       | 42       | 143   | 1     |
| 12    | Lorenc Hasrama      | Frymë            | 36   | 1        | 4        | 41    | 5     |
| 13    | Elvana Gjata        | Karnaval         | 74   | 42       | 19       | 135   | 2     |
| 14    | Mal Retkoceri       | Antihero         | 4    | 1        | 0        | 5     | 13    |
| 15    | Alis Kallacej       | Mjegull          | 52   | 1        | 6        | 59    | 3     |

| Titre            | R. Tullumani | M. R. Tërshana | Y. Aliçka | J. Maliqi | A. Bektashi | F. Boshnjaku | Z. Çela | Total |
| ---------------- | ------------ | -------------- | --------- | --------- | ----------- | ------------ | ------- | ----- |
| Gjallë           | 5            | 4              |           |           |             |              | 1       | 10    |
| Kur bota hesht   |              |                | 5         |           |             |              |         | 5     |
| Lutem            | 6            | 8              | 7         | 7         | 7           | 8            | 8       | 51    |
| E kishim nis     |              |                |           |           |             |              |         | 0     |
| Larg             | 1            | 5              | 8         | 6         | 5           | 6            | 4       | 35    |
| Zemrës           |              |                |           |           |             | 1            |         | 1     |
| Larg jetës pa ty |              |                | 3         | 2         | 1           | 5            |         | 11    |
| I parë           | 4            | 3              | 2         | 3         | 4           | 2            | 2       | 20    |
| Amane            | 2            | 2              | 4         | 4         | 2           | 3            | 5       | 22    |
| Bosh             |              |                |           | 1         | 3           |              | 3       | 7     |
| Zjerm            | 10           | 12             | 12        | 12        | 12          | 10           | 10      | 78    |
| Frymë            | 8            | 6              | 1         | 5         | 6           | 4            | 6       | 36    |
| Karnaval         | 12           | 10             | 10        | 8         | 10          | 12           | 12      | 74    |
| Antihero         | 3            | 1              |           |           |             |              |         | 4     |
| Mjegull          | 7            | 7              | 6         | 10        | 8           | 7            | 7       | 52    |

La soixante-troisième édition du Festivali i Këngës s'achève donc sur la victoire de Shkodra Elektronike, qui représenteront l'Albanie à l'Eurovision avec leur chanson Zjerm.

## À l'Eurovision
L'Albanie participe à la deuxième partie de la première demi-finale, le mardi 13 mai 2025 et se qualifie pour la finale du 17 mai en terminant 2e, avec 122 points. Lors de la finale, l'Albanie atteint la 8e place, avec 218 points, soit le meilleur résultat du pays au concours depuis 2012 avec Rona Nishliu et sa chanson Suus